# Джон Бредлі-Вест
Джон Бредлі-Вест (англ. John Bradley-West; нар. 1 квітня 1988, Манчестер, Велика Британія) — англійський актор, найвідоміший своєю роллю Семвела Тарлі у телесеріалі «Гра престолів». У титрах ім'я вказується як Джон Бредлі.

## Ранні роки
Народився та виріс у Манчестері в районі Визеншо, де навчався в Католицькій школі святого Павла. Згодом закінчив Коледж Лорето в Манчестері та Манчестерську театральну школу.

## Кар'єра
Перша поява на телебаченні відбулася в серіалі «Борджіа: історія клану», де він зіграв невелику роль кардинала Джованні де'Медічі.
З 2011 року знімається у телесеріалі «Гра престолів», де виконує роль Семвела Тарлі.

## Особисте життя
Бредлі є футбольним вболівальником та підтримує «Манчестер Юнайтед». Хоббі — гра на барабанах.
З 2017 року зустрічається з журналісткою Ребеккою Ейпріл Мей.

## Фільмографія

### Фільми
| Рік  |    | Українська назва  | Оригінальна назва           | Роль               |
| ---- | -- | ----------------- | --------------------------- | ------------------ |
| 2012 | ф  | Анна Кареніна     | Anna Karenina               | австрійський принц |
| 2015 | ф  |                   | Traders                     | Вернон Стайнс      |
| 2015 | ф  | Крадене побачення | Man Up                      | Ендрю              |
| 2016 | ф  | Брати з Ґрімзбі   | Grimsby                     | фан у пабі         |
| 2016 | кф |                   | Roger                       | Рой                |
| 2017 | ф  |                   | American Satan              | Рікі Роллінз       |
| 2018 | ф  |                   | Patient Zero                | Скутер             |
| 2022 | ф  | Падіння Місяця    | Moonfall                    | К. К. Хаусмен      |
| 2022 | ф  | Вийду за тебе     | Marry Me                    | Коллін Каллоуей    |
| 2022 | ф  |                   | The Railway Children Return | Річард Перкс       |

### Телебачення
| Рік       |    | Українська назва                  | Оригінальна назва     | Роль                                                                        |
| --------- | -- | --------------------------------- | --------------------- | --------------------------------------------------------------------------- |
| 2011      | с  | Борджіа: історія клану            | Borgia                | Джованні де'Медічі (5 епізодів)                                             |
| 2011—2019 | с  | Гра престолів                     | Game of Thrones       | Семвел Тарлі (48 епізодів)                                                  |
| 2012      | с  | Мерлін                            | Merlin                | Тір Сюард (Епізод: "A Lesson in Vengeance")                                 |
| 2012      | с  |                                   | Shameless             | Веслі (2 епізоди)                                                           |
| 2016      | тф |                                   | The Last Dragonslayer | Гордон                                                                      |
| 2019      | с  | Суботнього вечора в прямому ефірі | Saturday Night Live   | гість (Епізод: "Kit Harington / Sara Bareilles")                            |
| 2019      | мс | Робоцип                           | Robot Chicken         | Гордон Рамзі, Ерік (Епізод: "Boogie Bardstown in: No Need, I Have Coupons") |
| 2020      | с  |                                   | Urban Myths           | Лес Досон (Епізод: "Les Dawson's Parisienne Adventure")                     |
| 2023      | с  |                                   | North Shore           | Макс Драммонд (6 епізодів)                                                  |
| 2024      | с  | Проблема трьох тіл                | 3 Body Problem        | Джек Руні (4 епізоди)                                                       |

### Відеоігри
| Рік  |    | Українська назва                   | Оригінальна назва                     | Роль        |
| ---- | -- | ---------------------------------- | ------------------------------------- | ----------- |
| 2018 | вг | World of Warcraft: Битва за Азерот | World of Warcraft: Battle for Azeroth | Мартен Вебб |